# إدوارد إتش غاريسون
إدوارد إتش غاريسون (بالإنجليزية: Edward R. Garrison)‏ هو فارس أمريكي، ولد في 9 فبراير 1868 في نيو هيفن في الولايات المتحدة، وتوفي في 28 أكتوبر 1930.